# بابا تشارلي مكوي
بابا تشارلي مكوي (بالإنجليزية: Papa Charlie McCoy)‏ هو عازف قيثارة وموسيقي أمريكي، ولد في 26 مايو 1909 في جاكسون في الولايات المتحدة، وتوفي في 26 يوليو 1950 في شيكاغو في الولايات المتحدة.

## وصلات خارجية
- بابا تشارلي مكوي على موقع ميوزك برينز (الإنجليزية)
- بابا تشارلي مكوي على موقع أول ميوزيك (الإنجليزية)
- بابا تشارلي مكوي على موقع ديسكوغز (الإنجليزية)